# Eileen Hiscock
Eileen Hiscock (Reino Unido, 25 de agosto de 1909-3 de septiembre de 1958) fue una atleta británica, especialista en la prueba de 4 x 100 m en la que llegó a ser subcampeona olímpica en 1936.

## Carrera deportiva
En los JJ. OO. de Los Ángeles 1932 ganó la medalla de bronce en los relevos 4 x 100 metros, con un tiempo de 47.6 segundos, llegando a meta tras Estados Unidos y Canadá (plata).
Cuatro años después, en los JJ. OO. de Berlín 1936 ganó la medalla de plata en la misma prueba, con un tiempo de 47.6 segundos, llegando a la meta tras Estados Unidos (oro con 46.9 segundos) y por delante de Canadá, siendo sus compañeras de equipo: Violet Olney, Audrey Brown y Barbara Burke.